# Ácido eicosanoico
O ácido eicosanóico é o ácido graxo saturado com 20 carbonos, de fórmula química CH3(CH2)18COOH.